# Кандзи (нэнго)
Кандзи (яп. 寛治 кандзи) — девиз правления (нэнго) японского императора Хорикава, использовавшийся с 1087 по 1095 год .

## Продолжительность
Начало и конец эры:
- 7-й день 4-й луны 4-го года Отоку (по юлианскому календарю — 11 мая 1087);
- 15-й день 12-й луны 8-го года Кандзи (по юлианскому календарю — 23 января 1095).

## Происхождение
Название нэнго было заимствовано из классического древнекитайского сочинения Ли цзи:「湯以寛治民、而除其虐、文王以文治、武王以武功、此皆有功烈於民者也」.

## События
- 1087 год (5-я луна 1-го года Кандзи) — дайдзё тэнно Сиракава отрёкся от престола и уединился в пригороде Киото Удзи[6];
- 1088 год (1-я луна 2-го года Кандзи) — император нанёс визит в дом своего отца[7];
- 1088 год (10-я луна 2-го года Кандзи) — Сиракава отправился в паломничество по храмам на горе Хиэй[7];
- 28 января 1088 года (14-й день 12-й луны 2-го года Кандзи) — сэссё Фудзивара-но Мотодзанэ был удостоен титула дайдзё-дайдзина[7]. Нужно отметить, что мать императора Хорикава, дочь удайдзина Минамото-но Акифусы, была усыновлена Мотодзанэ[8];
- 1089 год (5-я луна 3-го года Кандзи) — Сиракава во второй раз посетил гору Хиэй, на этот раз пробыв там семь дней[7];
- 1090 год (12-я луна 4-го года Кандзи) — Фудзивара-но Мотодзанэ был освобожден от обязанностей сэссё и одновременно был наречён кампаку[7];
- 26 марта 1094 года (8-й день 3-й луны 8-го года Кандзи) — кампаку Фудзивара-но Мотодзанэ подал в отставку[9];

## Сравнительная таблица
Ниже представлена таблица соответствия японского традиционного и европейского летосчисления. В скобках к номеру года японской эры указано название соответствующего года из 60-летнего цикла китайской системы гань-чжи. Японские месяцы традиционно названы лунами.
| 1-й год Кандзи (Огненный Кролик)      | 1-я луна        | 2-я луна*  | 3-я луна* | 4-я луна               | 5-я луна* | 6-я луна* | 7-я луна  | 8-я луна               | 9-я луна*   | 10-я луна  | 11-я луна              | 12-я луна     |                |
| ------------------------------------- | --------------- | ---------- | --------- | ---------------------- | --------- | --------- | --------- | ---------------------- | ----------- | ---------- | ---------------------- | ------------- | -------------- |
| Юлианский календарь                   | 6 февраля 1087  | 8 марта    | 6 апреля  | 5 мая                  | 4 июня    | 3 июля    | 1 августа | 31 августа             | 30 сентября | 29 октября | 28 ноября              | 28 декабря    |                |
| 2-й год Кандзи (Земляной Дракон)      | 1-я луна*       | 2-я луна   | 3-я луна* | 4-я луна*              | 5-я луна  | 6-я луна* | 7-я луна* | 8-я луна               | 9-я луна*   | 10-я луна  | 10-я луна (високосная) | 11-я луна     | 12-я луна*     |
| Юлианский календарь                   | 27 января 1088  | 25 февраля | 26 марта  | 24 апреля              | 23 мая    | 22 июня   | 21 июля   | 19 августа             | 18 сентября | 17 октября | 16 ноября              | 16 декабря    | 15 января 1089 |
| 3-й год Кандзи (Земляная Змея)        | 1-я луна        | 2-я луна   | 3-я луна* | 4-я луна*              | 5-я луна  | 6-я луна* | 7-я луна* | 8-я луна               | 9-я луна*   | 10-я луна  | 11-я луна              | 12-я луна     |                |
| Юлианский календарь                   | 13 февраля 1089 | 15 марта   | 14 апреля | 13 мая                 | 11 июня   | 11 июля   | 9 августа | 7 сентября             | 7 октября   | 5 ноября   | 5 декабря              | 4 января 1090 |                |
| 4-й год Кандзи (Металлическая Лошадь) | 1-я луна*       | 2-я луна   | 3-я луна  | 4-я луна*              | 5-я луна* | 6-я луна  | 7-я луна* | 8-я луна*              | 9-я луна    | 10-я луна* | 11-я луна              | 12-я луна     |                |
| Юлианский календарь                   | 3 февраля 1090  | 4 марта    | 3 апреля  | 3 мая                  | 1 июня    | 30 июня   | 30 июля   | 28 августа             | 26 сентября | 26 октября | 24 ноября              | 24 декабря    |                |
| 5-й год Кандзи (Металлическая Коза)   | 1-я луна*       | 2-я луна   | 3-я луна  | 4-я луна*              | 5-я луна  | 6-я луна* | 7-я луна  | 7-я луна* (високосная) | 8-я луна*   | 9-я луна   | 10-я луна*             | 11-я луна     | 12-я луна*     |
| Юлианский календарь                   | 23 января 1091  | 21 февраля | 23 марта  | 22 апреля              | 21 мая    | 20 июня   | 19 июля   | 18 августа             | 16 сентября | 15 октября | 14 ноября              | 13 декабря    | 12 января 1092 |
| 6-й год Кандзи (Водяная Обезьяна)     | 1-я луна        | 2-я луна   | 3-я луна* | 4-я луна               | 5-я луна  | 6-я луна* | 7-я луна  | 8-я луна*              | 9-я луна*   | 10-я луна  | 11-я луна*             | 12-я луна     |                |
| Юлианский календарь                   | 10 февраля 1092 | 11 марта   | 10 апреля | 9 мая                  | 8 июня    | 8 июля    | 6 августа | 5 сентября             | 4 октября   | 2 ноября   | 2 декабря              | 31 декабря    |                |
| 7-й год Кандзи (Водяной Петух)        | 1-я луна*       | 2-я луна   | 3-я луна* | 4-я луна               | 5-я луна  | 6-я луна* | 7-я луна  | 8-я луна*              | 9-я луна    | 10-я луна  | 11-я луна*             | 12-я луна*    |                |
| Юлианский календарь                   | 30 января 1093  | 28 февраля | 30 марта  | 28 апреля              | 28 мая    | 27 июня   | 26 июля   | 25 августа             | 23 сентября | 23 октября | 22 ноября              | 21 декабря    |                |
| 8-й год Кандзи (Деревянная Собака)    | 1-я луна        | 2-я луна*  | 3-я луна  | 3-я луна* (високосная) | 4-я луна  | 5-я луна* | 6-я луна  | 7-я луна               | 8-я луна*   | 9-я луна   | 10-я луна              | 11-я луна*    | 12-я луна*     |
| Юлианский календарь                   | 19 января 1094  | 18 февраля | 19 марта  | 18 апреля              | 17 мая    | 16 июня   | 15 июля   | 14 августа             | 13 сентября | 12 октября | 11 ноября              | 11 декабря    | 9 января 1095  |

* звёздочкой отмечены короткие месяцы (луны) продолжительностью 29 дней. Остальные месяцы длятся 30 дней.